# شيريل هيكي
شيريل هيكي هي مقدمة تلفزيونية كندية، ولدت في 8 يناير 1976 في أوين ساوند في كندا.